# Alim Khan
Alim Khan fou kan de Kokand, fill i successor de Narbuta Khan el 1799.
Al pujar al tron va fer executar al seu germà Rustem Beg i altres parents que se li havien oposat. Fou el primer que va dir la khutba en nom propi i va encunyar moneda. Yunus Khoja (Yunus Khan) de Taixkent va marxar contra Kokand amb grups kazakhs que li estaven subjectes i es va aliar a Beg Murad, el fill de Khudayar Beg i net de Fazil Biy, que governava llavors a Khodjend. L'exèrcit de Kokand i el de Taixkent es van disparar canonades cadascuna des d'un costat del riu Sir Darya però sense arribar a xocar. Després Yunus Khoja i Beg Murad van intentar conquerir Ura Tepe, que estava governada per Baba Beg, germè de Khudayar. Foren rebutjats i després Baba Beg va atacar Khodjend d'on va expulsar a Beg Murad, però aquest va assassinar Baba; en revenja els fills de Baba van matar Beg Murad quan es trobava a Samarcanda convidat per l'emir de Bukharà, Haydar Tura.
Yunus Khoja no va aconseguir res finalment i es va haver de retirar a Taixkent que va ser capturada per Alim Khan el 1803 o 1805 si bé no fou totalment assegurada fins al temps del seu successor Muhammad Umar Khan (vers 1810-1822) que l'hauria arrabassat al fill de Yunus.
Després de la campanya de Taixkent, Alim Khan va subjectar als kazakhs de la seva àrea i va girar les seves armes contra el Kanat de Bukharà. Va intentar sense èxit conquerir Ura Tepe en una primera campanya, però ho va aconseguir en una segona. Fou no obstant reconquerida poc temps després per Mahmud Khan nebot de Khudayar Beg. Era una persona obstinada i poc simpàtica pels shaykhs religiosos i els sufís. Una vegada el shaykh de Kokand va pretendre que tenia el poder de fer miracles i el kan al saber-ho el va cridar i li va dir que volia veure com creuava una llacuna per damunt d'una corda; el shaykh va donar excuses i va referir-se a l'Alcorà però el kan va insistir i evidentment el religiós va caure al llac encara no va començar a trepitjar la corda. Es diu que va fer arrestar a tots els dervixos i religiosos i els va convertir en conductors de camells.
Quan els xinesos van conquerir Altishehr o Turquestan Oriental els fills de famós Khoja Serim Sak van fugir a Bokharà, i la cort imperial xinesa va pagar una quantitat al kan de Kokand per vigilar als prínceps i impedir que no tornessin a Kashgària. Un missatger anava cada dos o tres anys de Kokand a la Xina a cobrar el subsidi. Una vegada aquest va fallar i el kan va prohibir a les caravanes de Bukharà i Kokand visitar Kashgària i els xinesos ràpidament van pagar la quantitat anual i el pendent.
Sembla que al final del regnat havia esdevingut un tirà que s'arrogava el dret de gaudir sexualment de les filles de tots els seus súbdits i que va fer matar molts innocents. Durant la campanya de Taixkent va marxar a aquesta amb un gran exèrcit (deu mil homes) manat pel seu germà Muhammad Umar Beg, i la va ocupar; després va ordenar combatre els kazakhs de la zona, amb ordes d'assolar les seves terres. Ja s'acostava l'hivern però l'orde fou obeïda i una vegada acabada la campanya, Umar va retornar a Taixkent on va comentar com havia matat a alguns kazakhs aconseguint així la submissió de la resta. Però el seu germà ho va considerar una mostra de pietat, i li va exigir tornar a fer campanya per matar els que s'havien salvat. Umar va comunicar als seus generals i l'exèrcit, acampat fora la ciutat, l'orde del kan, i tots van estar d'acord que l'hivern era massa dur i que els cavalls no podien fer la marxa, que els kazakhs eren musulmans i innocents, i estaven desperdigolats per l'estepa i no se'ls podia trobar; Umar va preguntar que havien de fer i el seu oncle Taghai va dir que Umar havia de ser kan i que no podien obeir a un tirà com Alim i li van jurar fidelitat.
L'exèrcit va marxar llavors a Kokand on va ser proclamat. Alim Khan es va quedar amb només 300 seguidors i va marxar cap a Kokand amb els seus tresors i el seu harem i el seu fill Shah Rukh Mirza (la mare del qual era d'ètnia kazakh). Pel camí van parar en un fort que es va negar a obrir-li les portes; els tres-cents seguidors van anar desertant i finalment es va quedar quasi sol; llavors li va donar 1000 tilas al seu fill i el va enviar a demanar ajut a Haydar Tura de Bukharà; a les seves dones les va deixar en un poble on el cap va les va acceptar; i ell mateix amb 20 homes i el seu diwanbegi Muhammed Zuhur, van anar cap a Derehkuh, des d'on es podia veure la ciutat de Kokand; el diwanbegi l'aconsellava no anar més enllà i dirigir-se a Khodjend on hi havia 4000 homes que segurament li donarien suport, però el kan insistia a estar prop de Kokand i finalment 17 dels 20 homes el van abandonar.
Quan fou descobert per una patrulla de vigilància el kan i els seus homes van fugir però el cavall del kan va caure en unes sorres movedisses; el kan va demanar al diwanbegi cedir-li el seu cavall però aquest li va contestar que abans no havia necessitat el seu consell i ara tampoc i que a més no estava preparat per jugar-se la vida per ell, i va fugir a galop. Els soldats el van trobar i el van assassinar disparant-li per l'esquena i fou enterrat aquella mateixa nit. Això potser va passar el 1810. El diwanbegi Mohammed Zuhur fou perdonat per Umar, però al cap d'un temps les seves propietats i riqueses foren confiscades i va acabar dedicat a la vida religiosa.

## Nota
1. ↑  segons l'historiador Mahsum Khoja va emetre moneda de bronze banyat en plata aprofitant el metall de vells canons de Nadir Shah; el títol a les monedes era Alim Beg i no Alim Khan
2. ↑  L'Enciclopèdia de l'Islam dona aquesta data com "aproximada" a l'article Tashkend, però a la History of the Mongols, from the 9th to the 19th Century, de Henry Hoyle Howorth, es dona la data de 1814 en un lloc i 1809 en un altre; encara que aquí s'agafa la data de 1810, les dues són possibles ja que Alim Khan Alim va morir assassinat segons l'historiador centroasiàtic Abd al-Karim Bukhari el 1809, però el rus Nalivkin esmenta el 1816 i la probable font primària d'aquest, el Muntakhab al-tawarikh dona en realitat els primers mesos del 1817); Umar Khan, el seu successor hauria construït la mesquita principal (amb madrassa) de Kokand (Madrasa-yi Djami) el 1816 segons confirma el mateix Nalivkin. El interpret rus Filipp Nazarov que va estar al kanat l'hivern de 1813 a 1814 designa al kan amb el nom de Khan Walliami que seria una deformació local de Wali al-Niami (Wali Miyani, suggerit inicialment, és un error) i diu que tenia 25 anys, el que ha de correspondre a Umar, ja que Alim era més gran. Abd al-Karim Bukhari diu que aquesta missió de Nazarov es va produir a conseqüència de l'assassinat per un soldat rus de l'enviat de Kokand a Petropavlovks i que això va passar sota Umar i que Alim havia estat mort el 1809 i, per tant, la data del 1809 sembla la més propera a la realitat però tanmateix incorrecte ja que existeix un document d'Alim datat el juny de 1810. Per això s'adopta com a data la de 1810 amb totes les reserves